# 299777 Tanyastreeter
299777 Tanyastreeter è un asteroide della fascia principale. Scoperto nel 2006, presenta un'orbita caratterizzata da un semiasse maggiore pari a 2,9316436 au e da un'eccentricità di 0,0940169, inclinata di 0,96797° rispetto all'eclittica.